# ماه نو (فیلم ۱۹۵۵)
«ماه نو» (ایتالیایی: Luna nuova) یک فیلم است. از بازیگران آن می‌توان به ویرنا لیزی، باربارا شلی، و مارک لارنس اشاره کرد.